# Casino Magic 500 2000
Casino Magic 500 2000 var ett race som var den femte deltävlingen i Indy Racing League 2000. Racet kördes den 11 juni på Texas Motor Speedway. Scott Sharp tog sin första seger för säsongen, men han var alltjämt en bra bit efter mästerskapsledande Buddy Lazier. Robby McGehee och Al Unser Jr. blev tvåa respektive trea. McGehee var bara 0,059 sekunder bakom Sharp i mål.

## Slutresultat
| Plats | Förare           | Team                     | Grid |
| ----- | ---------------- | ------------------------ | ---- |
| 1     | Scott Sharp      | Kelley Racing            | 12   |
| 2     | Robby McGehee    | Treadway Racing          | 14   |
| 3     | Al Unser Jr.     | Galles Racing            | 9    |
| 4     | Buzz Calkins     | Bradley Motorsports      | 19   |
| 5     | Scott Goodyear   | Panther Racing           | 3    |
| 6     | Mark Dismore     | Kelley Racing            | 6    |
| 7     | Buddy Lazier     | Hemelgarn Racing         | 1    |
| 8     | Shigeaki Hattori | Treadway Racing          | 26   |
| 9     | Eddie Cheever    | Cheever Racing           | 5    |
| 10    | Airton Daré      | TeamXtreme               | 20   |
| 11    | Stéphan Grégoire | Dick Simon Racing        | 15   |
| 12    | Sarah Fisher     | Walker Racing            | 25   |
| 13    | Tyce Carlson     | Hubbard-Immke Racing     | 16   |
| 14    | Jaques Lazier    | Truscelli Racing         | 18   |
| 15    | Greg Ray         | Team Menard              | 17   |
| 16    | Jimmy Kite       | Blueprint Racing         | 23   |
| 17    | Eliseo Salazar   | A.J. Foyt Enterprises    | 4    |
| 18    | Robbie Buhl      | Dreyer & Reinbold Racing | 2    |
| 19    | Jeff Ward        | A.J. Foyt Enterprises    | 7    |
| 20    | Sam Hornish Jr.  | PDM Racing               | 13   |
| 21    | Jeret Schroeder  | Tri-Star Motorsports     | 10   |
| 22    | Donnie Beechler  | Cahill Racing            | 8    |
| 23    | Billy Boat       | Team Pelfrey             | 11   |
| 24    | Davey Hamilton   | TeamXtreme               | 22   |
| 25    | Billy Roe        | Logan Racing             | 27   |
| 26    | Robby Unser      | McCormack Motorsports    | 21   |
| 27    | Doug Didero      | Mid-America Motorsports  | 24   |